# Саричев Валерій Костянтинович
Валерій Костянтинович Саричев (корейське ім'я Син Ий Сон, Шин Уй Сон (кор. 신의손) — Рука бога; 12 січня 1960, Душанбе, Таджицька РСР, СРСР) — футбольний воротар, тренер. Має російське та південнокорейське (з 1999) громадянства, виступав за збірну Таджикистану. Майстер спорту СРСР.

## Біографія
Вихованець СДЮШОР «Трудові резерви» Душанбе. Перший клуб — команда першої ліги «Памір» Душанбе. У 1981 році перейшов до ЦСКА, де отримав травму обох рук.З 1982 по 1991 роки грав у московському «Торпедо», у складі якого двічі став бронзовим призером чемпіонату СРСР (1988, 1991). Запам'ятався гарною грою на виходах (заволодіння м'ячем у падінні в ногах нападників і на «другому поверсі») та у створі воріт, стрибучістю, вибором позиції при виконанні суперником кутових та штрафних ударів. У своєму останньому матчі за Торпедо зіграв 100-й «сухий» матч у залік Клубу Лева Яшина, згідно з останніми правилами родоначальника Клубу Миколи Жигуліна. Але оскільки останні нововведення не були офіційно затверджені, то він не був прийнятий до складу Клубу, хоча можливі зміни. Але при цьому він став єдиним воротарем, який зіграв 100-й «сухий» матч, більше не зіграв жодної секунди ігрового часу в радянській (та й російській теж) складовій.
Після закінчення сезону 1991 року Саричев, через «Совінтерспорт», поїхав на перегляд до Південної Кореї з розрахунком відіграти кілька років перед завершенням кар'єри, де в підсумку підписав контракт із «Соннам Ільва Чунма». У перший же рік команда піднялася з передостаннього місця на друге, а гра Саричева викликала повне захоплення у керівництва та вболівальників клубу. У 1993—1995 роках клуб «Соннам Ільва Чунма» став триразовим чемпіоном Кей-ліги, а Саричев прийняв рішення продовжити кар'єру.
У зв'язку з тим, що до кінця 1990-х більшість воротарів клубів К-ліги були іноземцями, було запроваджено заборону на перебування у складах команд іноземних голкіперів. У 1999 році Саричев склав іспити та отримав південнокорейське громадянство, а також корейське ім'я Син Ий Сон, що означає Рука Бога. У 2000 році розглядався як кандидатура на участь у чемпіонаті світу від збірної Кореї, незважаючи на один проведений матч за Таджикистан.
2005 року, у 45 років, закінчив кар'єру гравця і став тренером. Заснував першу в Кореї школу воротарів. З 2009 року — тренер молодіжної (U-20) збірної Кореї.
24 серпня 1997 року провів єдиний матч за збірну Таджикистану, яка програла у гостьовому поєдинку збірної Південної Кореї 1:4.
Дочка живе в Канаді, син — у США.

## Досягнення

### Командні
- Дворазовий бронзовий призер чемпіонатів СРСР (1988, 1991).
- Володар Кубка СРСР (1986).
- Чотириразовий чемпіон Кореї (1993, 1994, 1995, 2000).
- Володар Суперкубка Кореї (2001)
- Володар Кубка корейської ліги (Adidas Cup) (1992).
- Переможець Кубка чемпіонів азійських країн (1996).
- Переможець Суперкубку Азії (1996).
- Переможець Міжконтинентального кубка Азії та Африки (1996).

### Особисті
- Найкращий воротар СРСР (1991).
- У списку 33 найкращих футболістів сезону в СРСР (1): № 3 — 1990.